# Unibank
Unibank — один из крупнейших частных банков Азербайджана, основанный в июле 1992 года, первоначально под названием MBank.
После объединения MBank с PROMTEXBANK, одним из ведущих банков Азербайджана, 15 октября 2002 года его название было изменено на Unibank.

## Общие сведения
Unibank — один из крупнейших частных банков Азербайджана, созданный в июле 1992 года, первоначально под названием MBank. После объединения MBank с PROMTEXBANK, одним из ведущих банков Азербайджана, 15 октября 2002 года его название было изменено на Unibank. Как клиентоориентированный банк, Unibank в своей основной деятельности ориентируется на пожелания, потребности и удобства клиента. Путь, основанный на желаниях и требованиях клиента, к которым Unibank прислушивается, ведет к постоянному развитию.

### Миссия
Миссия Unibank состоит в том, чтобы быть первым выбором своих клиентов, предоставляя ориентированные на клиента финансовые услуги и инновационные решения для всех заинтересованных сторон.

### Albalı kart
Albalı kart — международная карта, объединяющая 4 банковских продукта. Помимо того, что это международная карта, первая на карточном рынке Азербайджана, Albalı сочетает в себе четыре банковских продукта: кредитную линию с льготным периодом, возможность платежа в рассрочку, депозитную и дебетовую карту. Продажа этой карты в настоящее время прекращена.

### UBank
UBank — мобильное приложение, обеспечивающее 24/7 к банковским услугам на смартфоне. Платежи можно совершать, не приходя в банк, одним лишь касанием смартфона.

### Leobank
Leobank — первый необанк Азербайджана, мобильное приложение коммерческого банка Unibank, запущенного в 2021 году. С картами Leobank возможно получить кредитный лимит, хранить личные средства, получить кешбэк и совершать различные платежи прямо в приложении.. В январе 2022 года количество клиентов банка превысило 100 000.

### UCard
UCard — это единая карта, которая сочетает в себе кредитную и мультивалютную дебетовую карту. UCard позволяет клиентам Unibank осуществлять желаемые транзакции с помощью единого карточного продукта как внутри страны, так и за рубежом, а также удобно использовать дебетовые и кредитные услуги. Кроме этого, в UCard возможно совершать транзакции со всех 4-х счетов, следить за банковскими счетами и выбирать основной счет UCard.

## Награды
- Согласно исследованию Deloitte & Touche LLC, Unibank Mobile (UBank) признан одним из лучших мобильных приложений на пространстве СНГ.
- Согласно исследованию агентства Markswebb, Unibank Mobile (UBank) считается лучшим мобильным банковским приложением в Азербайджане[12].
- "NETTY - National Internet Award". www.netty.az. Лауреат Национальной Интернет-Премии NETTY2018 в номинации “Мобильное приложение года”[13]. Также приложение UBank было выбрано “Лучшим мобильным приложением года” в номинации “Бизнес и финансы” Национальной интернет-премии “NETTY2021”[14].

## Руководство[15]
- Эльдар Гарибов - Председатель Наблюдательного Совета[15]
- Фаиг Гусейнов - Член Наблюдательного Совета, Заместитель председателя Наблюдательного Совета
- Эмин Гулиев - Член Наблюдательного Совета[15]
- Камен Захариев - Независимый Член Наблюдательного Совета
- Вернер Клаэс - Независимый Член Наблюдательного Совета
- Гейбат Гадиров – Исполняющий обязанности Председателя Правления
- Фаиг Зейналов – Член Правления, Главный Финансовый Администратор
- Андрей Граб - Член Правления, Главный риск администратор